# Boston Irish Wolfhounds
Pour les articles homonymes, voir Wolfhound.
 (juillet 2025).
Motif : Aucune source secondaire ne permet de vérifier la notoriété de ce club amateur
- Archive Wikiwix
- Bing
- Cairn
- DuckDuckGo
- E. Universalis
- Gallica
- Google
- G. Books
- G. News
- G. Scholar
- Persée
- Qwant
- (zh) Baidu
- (ru) Yandex
- (wd) trouver des œuvres sur Wikidata

| 1. | Préciser le motif de la pose du bandeau. | Précisez le motif de la pose du bandeau en utilisant la syntaxe suivante : {{admissibilité à vérifier\|date=août 2025\|motif=remplacez ce texte par le motif}}                               |
| 2. | Informer les utilisateurs concernés.     | Pensez à avertir le créateur de l'article, par exemple, en insérant le code ci-dessous sur sa page de discussion : {{subst:avertissement admissibilité à vérifier\|Boston Irish Wolfhounds}} |

Maillots
Actualités
Le Boston Rugby Football Club est un club de rugby à XV des États-Unis participant à l'Atlantic Rugby Premiership, plus connu comme l'A.R.P..  Il est situé à Boston.

## Palmarès
- Champion de la Men's D1 Championship en 2003 et 2004.

## Joueurs actuels
Avants : Matt Hanson, Derek Morin, Sean Pike, Adam Thomas, Pat Delaney, Stu Abbott, Gareth Austin, Tom Walsh.
Arrières : Mike Durant, Paddy Owens, Mike Jones, Brian Smith, Craig O'Hanlon, Grant Schneider, Danny Collins.
Remplaçants : Alan Barish, Curtis Goddard, Alex Miccio, Jesse Borle, Ryan Hargraves, Dan Jones, Jonathan St. John, Sam Grant.

## Joueurs emblématiques
- Dave Williams
- Brian Le May
- Owen Collins (U19)
- Michael Durant (U19)
- Billy Wynne (U19)
- Mike Ross
- Adam Thomas  (U19)
- Kenny Bailie  (U19)
- Nick Pineda